# Alceste (Gluck)
 (mars 2024).
Si vous disposez d'ouvrages ou d'articles de référence ou si vous connaissez des sites web de qualité traitant du thème abordé ici, merci de compléter l'article en donnant les références utiles à sa vérifiabilité et en les liant à la section « Notes et références ».
Pour les articles homonymes, voir Alceste (homonymie).
Alceste est une tragédie en musique en trois actes, composé par Christoph Willibald Gluck sur un livret de Ranieri de' Calzabigi et créé le 26 décembre 1767 au Burgtheater à Vienne.

Gluck en écrit également une version en langue française, dans une adaptation de Le Bland du Roullet, créée neuf ans plus tard, le 23 avril 1776, au Palais-Royal à Paris, par l'Académie Royale de Musique.

Le livret s'appuie sur la pièce d'Euripide Alceste.

Le sujet a déjà été traité en 1674 par Lully, dans sa tragédie lyrique Alceste ou le Triomphe d'Alcide.
Cette œuvre n'a pas connu le succès d'Orfeo ed Euridice, pourtant produit par la même équipe, en raison de la faiblesse de l'action dramatique.

Les deux versions, italienne (la « version viennoise ») et française (la « version parisienne »), sont très différentes.

La version de Paris est pratiquement une nouvelle œuvre. Le changement de langue impose d'adapter la musique à la déclamation du français, et la musique de certaines scènes subit de profonds remaniements, Gluck ajoutant de nombreux airs et renforçant le rôle de l'orchestre. Certains de ces changements sont effectués sur le conseil de Jean-Jacques Rousseau, grand admirateur de Gluck. Par ailleurs, du Roullet supprime trois personnages et en rend deux muets, mais rétablit Hercule (présent chez Euripide, mais ne figurant pas dans la version italienne), introduit des coryphées et condense les scènes.

Le public parisien boude cette Alceste, jusqu'à l'ajout par Gluck d'un ballet final. La version parisienne est considérée comme très supérieure à la version viennoise et c'est cette version, souvent traduite en allemand, en italien ou en anglais, qui est jouée, aussi bien au XIXe qu'au XXe siècle, sur les principales scènes d'opéra.
Après la première représentation, Gluck écrit : « Il n'y a point de temps pour elle ; j'affirme qu'elle plaira également dans deux cents ans. »

## La célèbre préface
À la publication de la partition d'Alceste à Vienne en 1769, Gluck y ajouta une célèbre préface en italien très certainement rédigée par Calzabigi, manifeste des idées du tandem pour une réforme de l'opéra, qui rappellent celles déjà préconisées par Francesco Algarotti dans son Saggio sopra l'opera in musica (Essai sur l'Opéra en Musique, 1755), c'est-à-dire :
- plus d'aria da capo
- pas de possibilités d'improvisation et d'étalage de virtuosité ou de puissance vocale de la part des chanteurs
- pas de passages mélismatiques prolongés
- prévalence du chant syllabique pour rendre les paroles plus intelligibles
- peu de répétitions du texte, même dans les airs
- atténuation de la distinction entre récitatif et air, limitation du nombre de récitatifs
- récitatif accompagné plutôt que récitatif sec
- simplicité mélodique
- une sinfonia qui devrait anticiper les thèmes musicaux présents au cours de l'opéra ou autrement rester liée à l'atmosphère générale de l'opéra que ressentira l'auditeur.

Alceste ne comporte pas à l'origine de rôle pour castrat, bien que Gluck utilise ce type de voix dans son opéra suivant Paride ed Elena (1770), 3° et dernier opéra italien de la réforme gluckiste.
Pour la reprise de l'œuvre à Vienne en 1770, Gluck récrira néanmoins le rôle d'Admète pour le castrat soprano Giuseppe Millico (it), déjà titulaire des rôles d'Orfeo dans Orfeo ed Euridice (version de Parme) et de Pâris dans Paride ed Elena.

## Argument (version de Paris)
Acte 1

Le roi Admète se meurt, son épouse Alceste, ses enfants, son peuple sont désespérés. Alceste s'éloigne dans une forêt et prie les divinités de l'au-delà de laisser vivre son époux. Apollon répond qu'Admète mourra le jour même à moins qu'une autre personne ne se sacrifie pour mourir à sa place. Alceste s'offre à mourir, et Apollon accepte l'échange. (air célèbre d'Alceste "Divinités du Styx")
Acte 2

Le peuple se réjouit de la guérison d'Admète. Le roi en ignore la raison, et cherche en vain son épouse, mais personne ne peut lui dire où elle se trouve. Admète finit alors par se douter qu'Alceste s'est sacrifiée pour lui, et il décide de la suivre dans l'Hadès.
Acte 3

Le peuple est replongé dans le désespoir et s'apprête à sacrifier les enfants d'Admète et Alceste à la place de leurs parents. Héraclès, ami d'Admète, intervient et promet d'aller vaincre la mort. Entretemps, Alceste a atteint les portes des enfers, où elle rencontre Admète : il la supplie de ne pas franchir cette porte, mais poussée par l'amour elle le fait, et meurt. Héraclès va la sauver, en vainquant Thanatos. Apollon paraît, touché par l'héroïsme d'Héraclès ; il lui promet l'immortalité, et permet à Alceste d'aller rejoindre Admète dans le monde des vivants. Réjouissance générale.

## Distribution vocale
| Vienne Rôle | Paris Rôle                                | Type de voix                               | Distribution Vienne 1767 | Distribution Paris 1776 |
| --- | ----------------------------------------- | ------------------------------------------ | ------------------------ | ----------------------- |
| Alceste, reine de Phérès en Thessalie | Alceste, reine de Thessalie               | soprano                                    | Antonia Bernasconi       | Rosalie Levasseur       |
| Admeto, son époux | Admète, son époux                         | ténor                                      | Giuseppe Tibaldi         | Joseph Legros           |
| Eumelo et Aspasia, leurs enfants | Leurs 2 enfants                           | sopranos garçons (1767) rôles muets (1776) |                          |                         |
| Evandro, confident d'Admeto | Evandre, chef du peuple de Phérès         | ténor                                      | Antonio Pilloni          | Thirot (ou Tirot)       |
| Ismene, confidente d'Alceste | (-----)                                   | soprano                                    | Teresa Eberardi          | (-----)                 |
| Grand-Prêtre d'Apollon | Un Grand-Prêtre                           | baryton                                    | Filippo Laschi           | Nicolas Gélin           |
| (-----) | Hercule                                   | baryton                                    | (-----)                  | Henri Larrivée          |
| Apollo | Apollon, protecteur de la maison d'Admète | baryton                                    | Filippo Laschi           | Moreau                  |
| Une déité infernale | Thanathos, divinité infernale             | basse                                      |                          | De La Suze              |
| (-----) | Choryphées                                | soprano, contralto, baryton, basse         | (-----)                  |                         |
| Un oracle | Un oracle                                 | basse                                      |                          |                         |
| Un crieur public | Un crieur public                          | baryton                                    | Domenico Poggi           |                         |
| Chœur (Vienne 1767) : courtisans, citoyens, dames d'honneur d'Alceste, prêtres d'Apollon, divinités du monde souterrain                          |                                           |                                            |                          |                         |
| Chœur (Paris 1776) : officiers du palais, suivantes d'Alceste, citoyens de Phérès, déités infernales, prêtres et prêtresses du temple d'Apollon. |                                           |                                            |                          |                         |

## Reprises
L'ouvrage est repris à l'Opéra de Paris en 1777, 1779, 1786, 1797, 1825, 1861, 1866. Les rôles sont tenus par :
- En 1862 : Pauline Viardot (Alceste), Michot (Admète), David ou Cazeaux (Le Grand-Prêtre)[4].
- En 1866 : Marie Battu (Alceste), Pierre-François Villaret (Admète), David (le Grand-Prêtre), Charles Bonnesseur (une Divinité infernale), Mlle Levielli (une Jeune Fille grecque)[5],[6].
- En 1894 : Pauline Savari (Alceste), Lafont (Admète), Montégu (Le Grand-Prêtre), orchestre dirigé par Eugène Damaré au théâtre Moncey[4],[7]. Par égard aux voix, on baisse tel ou tel air pour Mme Viardot, en 1862, sur les conseils d'Hector Berlioz. Mais Mme Pauline Savari, qui chante le rôle d'Alceste en 1894, tient à ce que la tonalité soit conservée dans son unité d'un bout à l'autre de l'opéra[8].

- En 2015 : (version de Vienne, 1767) Carmela Remigio (it) (Alceste), Marlin Miller (Admeto) et Vincenzo Nizzardo (Apollo, Il gran sacerdote di Apollo), Giorgio Misseri (Evandro), mise en scène de Pier Luigi Pizzi, à La Fenice à Venise[9].